# Tanque hembra

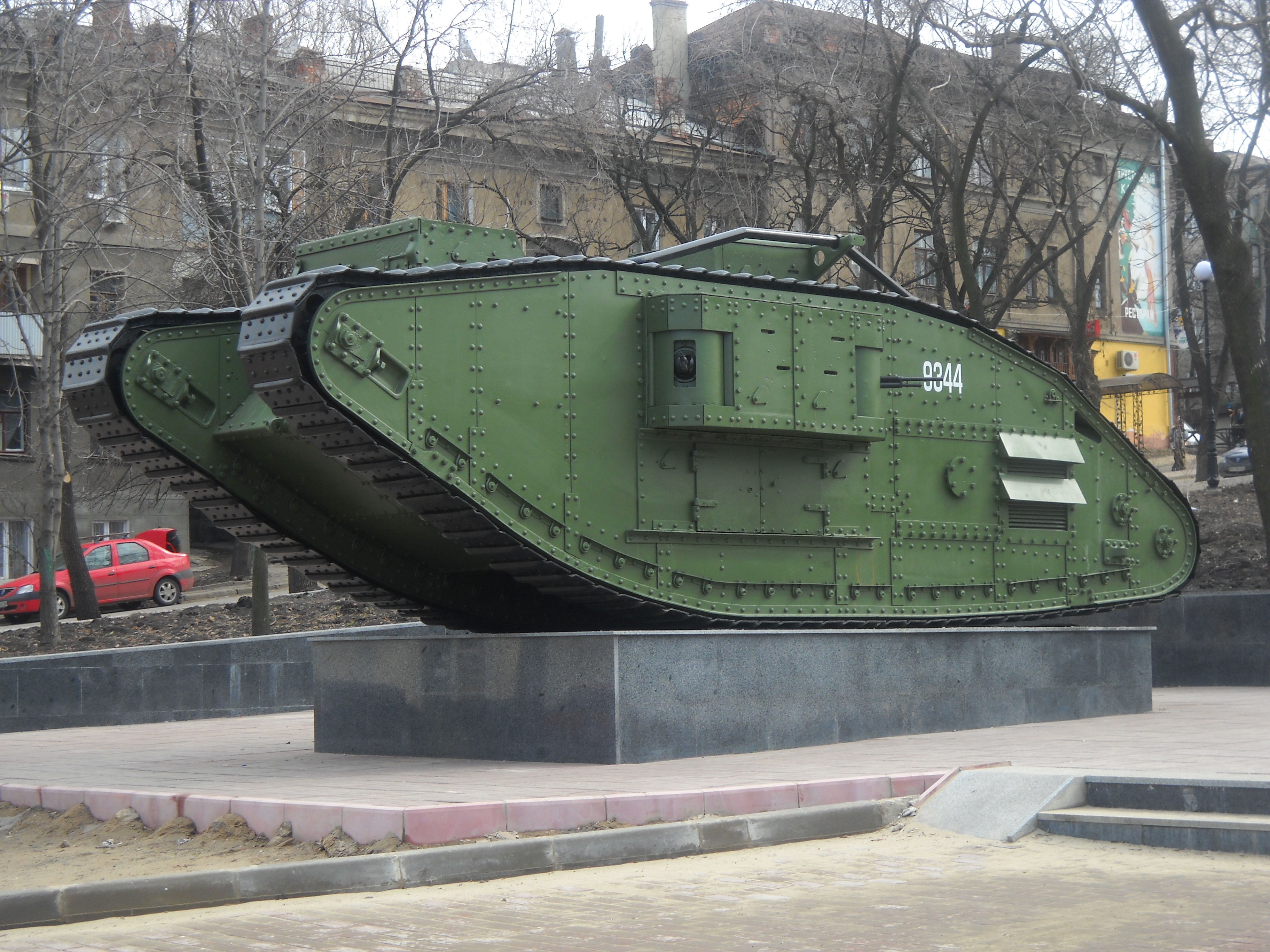
Un tanque británico Mark V “hembra”, expuesto en Lugansk.

El tanque hembra fue una categoría de vehículos militares blindados (sobre todo durante parte de la Primera Guerra Mundial (1914-1918)), el cual tenía varias ametralladoras frontales o laterales, en lugar del armamento más pesado que se podía ver en los tanques “macho” (el cual básicamente consistía en un cañón de grueso calibre montado en las barbetas). Como tales, los tanques “hembra” -los cuales eran naturalmente más livianos que sus contra partes “macho”- tenían un rol contra los soldados de infantería enemigos que se desplazaban a pie.
Para el final de la Gran Guerra europea la tecnología de tanques se había desarrollado, en particular en relación con los vehículos blindados de ese tipo fabricados en el Reino Unido, hasta un punto en el que se decidió que los tanques debían ser tanto “machos” como “hembras” (es decir, que tenían tanto armamento pesado y ligero o ametralladoras).
Este ha sido el modelo estándar para el diseño de tanques desde la Gran Guerra y desde entonces los términos “macho” y “hembra” no se han usado. La idea básica que subyacía al concepto de los tanques hembra fue más tarde usada en los vehículos británicos de ese tipo para la infantería en los años anteriores al inicio de la Segunda Guerra Mundial (1939-1945).
Los tanques hembra fueron usados por primera vez el 15 de septiembre de 1916 durante el transcurso de la denominada batalla del Somme, la cual por su parte constituyó una ofensiva franco-británica.
Al respecto, el entonces cirujano J. N. Mac Bean Ross, quien en ese entonces pertenecía al cuerpo médico británico, escribió lo siguiente en su diario íntimo el martes 23 de enero de 1917:

“Al anochecer salimos con Spinney para ver un tanque que se había atascado en tierra de nadie. […] ‘Todos nosotros estamos en él’, un tanque hembra con ametralladoras. Muy interesante de verdad”.